# Cobelura
Cobelura is een kevergeslacht uit de familie van de boktorren (Cerambycidae). De wetenschappelijke naam van het geslacht werd voor het eerst geldig gepubliceerd in 1847 door Erichson.

## Soorten
Cobelura omvat de volgende soorten:
- Cobelura claviger (Bates, 1885)
- Cobelura howdenorum Corbett, 2004
- Cobelura lorigera Erichson, 1847
- Cobelura peruviana (Aurivillius, 1920)
- Cobelura sergioi Monné, 1984
- Cobelura stockwelli Corbett, 2004
- Cobelura vermicularis Kirsch, 1889
- Cobelura wappesi Corbett, 2004